# Remagen
Remagen là một thị xã thuộc huyện Ahrweiler, bang Rheinland-Pfalz. Đô thị này nằm ở phía nam Bonn, cách Köln khoảng 1 tiếng xe hơi. Đô thị Remagen nằm bên sông Rhine. 